# Kra (gruppo musicale)
I Kra sono una band visual kei giapponese fondata nel settembre 2001.

## Formazione

### Formazione attuale
- Keiyū (景夕?) - voce (2001-presente)
- Taizo (タイゾ?) - chitarra (2010-presente)
- Yūra (結良?) - basso (2001-presente)
- Yasuno (靖乃?) - batteria (2001-presente)

### Ex componenti
- Mai (Mai?) - chitarra (2001-2010)

## Discografia

### Album in studio
- 07/03/2007 - dhar-ma
- 26/09/2007 - Creatures
- 12/03/2008 - Escape (エスケープ?)
- 04/02/2009 - Life - Today Is a Very Good Day to Die
- 24/11/2010 - Gurico
- 26/10/2011 - Naro to torte (ナロとトルテ?)
- 27/02/2013 - Joker's Kingdom
- 14/10/2015 - Tsugi no monogatari (次の物語?)

### EP
- 30/10/2002 - Boku to no himitsu (僕との秘密?)
- 29/01/2003 - Kimi ni shitsumon! (きみに質問!?)
- 07/05/2003 - Circus shōnen (サーカス少年?)
- 29/10/2003 - Ātman (アートマン?)
- 29/10/2003 - Brahman (ブラフマン?)
- 20/04/2005 - Shiki tabi no sanposha (四季旅の散歩者?)
- 17/08/2005 - ACID Märchen (ACID Märchen?)
- 08/03/2006 - Krabian Night (ケラビアンナイト?)
- 08/03/2006 - Hoshizora ressha no kiteki wo kikinagara (星空列車の汽笛を聞きながら?)
- 23/04/2014 - Satahinato (サタヒナト?)

## Videografia

### Album video
- 22/12/2004 - Meisaku gekijō (迷作劇場?)
- 28/03/2007 - COURT of JUSTICE 2006.12.27 Shibuya kōkaidō (COURT of JUSTICE 2006.12.27 渋谷公会堂?)
- 23/07/2008 - 2008 ONEMANLIVE「Yaon hirakida yo zen'in shūgō」 (2008 ONEMANLIVE「野音開きだよ 全員集合！！」?)
- 08/10/2008 - Kraction (Kraction?)
- 23/04/2014 - Joker of Despair from『zero』 (Joker of Despair from『zero』?); live tenutosi il 24 dicembre 2013 presso lo TSUTAYA O-EAST